# CARNIVAL・BABEL・REVIVAL
CARNIVAL・BABEL・REVIVAL è un brano musicale di Megumi Hayashibara e Gou Takahashi, scritto da Matsuba Miho e Iiduka Masaaki, e pubblicato come singolo il 26 settembre 2003 dalla Starchild. Il singolo ha raggiunto la nona posizione della classifica settimanale Oricon, e rimase in classifica per otto settimane. CARNIVAL・BABEL・REVIVAL è stato utilizzato per promuovere la pubblicazione del cofanetto contenente gli episodi dell'anime 3x3 occhi.

## Tracce
CD singolo KIDA-118
1. CARNIVAL・BABEL・REVIVAL (カルナバル・バベル・リバイバル) - 4:06
2. Aoi Tsuki no Shita de (青い月の下で; Under the Blue Moon) - 4:32
3. Yori wa Logo Logo (夜はLogo Logo; Night's Logo Logo) - 3:58
4. Haruka Naru Houyou -Embrasser- (遥かなる抱擁; Embrasser) - 4:37
5. CARNIVAL・BABEL・REVIVAL (Off Vocal Version) - 4:07
6. CARNIVAL・BABEL・REVIVAL (Off MEGUMI's Vocal Version) - 4:07
7. CARNIVAL・BABEL・REVIVAL (Off GO's Vocal Version) - 4:06

## Classifiche
| Classifica (2003)                        | Posizione più alta |
| ---------------------------------------- | ------------------ |
| Giappone (Classifica settimanale Oricon) | 8                  |